# Brigitte Foster-Hylton
Brigitte Foster-Hylton (Jamaica, 7 de novembre de 1974) és una atleta jamaicana, especialista en la prova de 100 m barres, amb la qual ha arribat a ser campiona mundial en 2009.

## Carrera esportiva
Al Mundial de Berlín 2009 guanya la medalla d'or en els 100 metres barres, amb un temps de 12,51 segons que va anar la seva millor marca personal fins al moment, quedant per davant de la canadenca Priscilla Lopes-Schliep (plata) i el seu compatriota la també jamaicana Delloreen Ennis-London. (bronze).
Així mateix ha guanyat una medalla de plata i una altra de bronze, en la mateixa prova de 100 m barres, als mundials de París 2003 i Hèlsinki 2005 respectivament.